# Ricardo de Souza
Ricardo de Souza, född 21 september 1994, är en friidrottare från Brasilien. Han deltog vid olympiska sommarspelen 2016.